# Слон цейлонський
Слон цейлонський (Elephas maximus maximus) — один з трьох загально визнаних підвидів Азійського слона, ендемік Цейлону. Починаючи з 1986 року, Elephas maximus занесено у червону книгу МСОП, через те що його чисельність скоротилося принаймні на 50% за останні три покоління, (60 — 75 років). Популяції загрожує втрата місць проживання, деградація і фрагментація
Ареал проживання с.ц. наразі значною мірою обмежено сухою зоною на півночі, сході і південному сході Цейлону. Слонів охороняють в національних парках Уда-Валаве, Яла, Лунугамвехера, Уїлпатту та Міннерія, крім того слони живуть і за межами охоронюваних районів. Підраховано, що Шрі-Ланка має найвищу щільність слонів в Азії, через це існує постійний конфлікт між людьми та слонами

## Характеристика
Загалом, азійські слони менше за африканських. Самиці, як правило, менші за самців, і мають короткі або взагалі не мають бивнів. Тільки 7% самців мають бивні
С.ц., найбільший з сучасних підвидів досягаючи у плечах від 2 до 3,5 м, важать від 2000 до 5500 кг. Їх колір шкіри темніший, за індійських і суматранських слонів з більшими і виразнішими плямами пігментації на вухах, обличчі, тулубі і животі

## Колишній ареал
В історичному минулому, слони були широко поширені від рівня моря до найвищих гірських хребтів. Вони зустрічались в сухій зоні, в рівнинній вологій зоні, а також у холодних вологих гірських лісах. У колоніальний період 1505–1948, волога зона була перетворена у майже цілковиті плантації. До 1830 року, слонів було так багато, що їх знищення було запропоновано урядом за винагороду. У першій половині 19-го століття, ліси в поясі гір були знищені для посадки кави, а пізніше чаю, через це слонів в горах було винищено Під час британського правління, багато слонів було вбито трофейними мисливцями. Один з армійських майорів знищив більше 1500 слонів. Багато так званих спортсменів знищило близько 250–300 тварин протягом цього часу У 1829–1855, було вбито більш 6000 слонів
Через подальший розвиток землеробства та полювання, ареал розповсюдження слонів обмежився сухою зоною і став вельми фрагментарний.

## Ресурси Інтернету
- WWF: Sri Lankan elephant[недоступне посилання з травня 2019]
- Perahara